# Carpathian
Carpathian est un groupe australien de post-hardcore originaire de Melbourne.

## Biographie
Carpathian est un groupe originaire de Melbourne en Australie. Il est formé en 2003 par Martin Kirby, David Bichard, Chris Farmer et Anthony Harris. Certains membres se réclament Straight edge ou encore Végan. Le groupe se sépare en 2011.

## Membres

### Membres actuels
- Martin Kirby - Voix
- David Bichard - Batterie
- Josh Manitta - Guitare
- Edward Redclift - Basse
- LLoyd Carroll - Guitare

### Anciens membres
- Chris Farmer - Basses
- Anthony Harris - Guitare